# Egernia cunninghami
Egernia cunninghami là một loài thằn lằn trong họ Scincidae. Loài này được Gray mô tả khoa học đầu tiên năm 1832.

## Hình ảnh

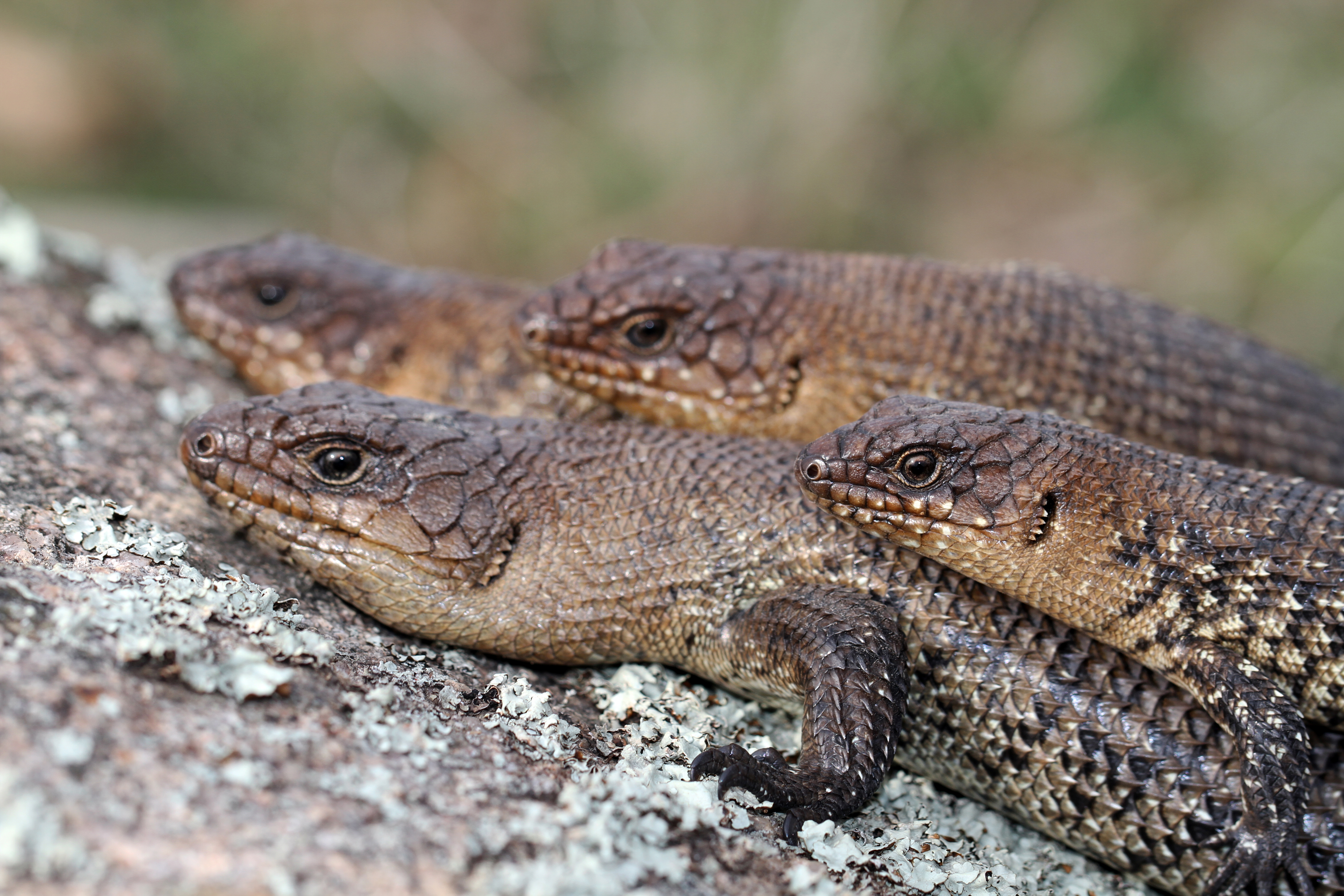
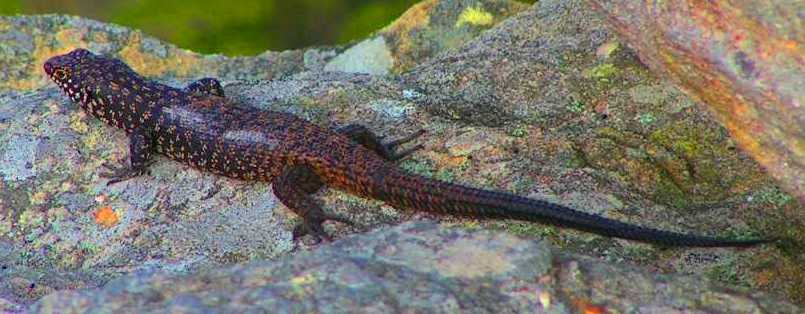
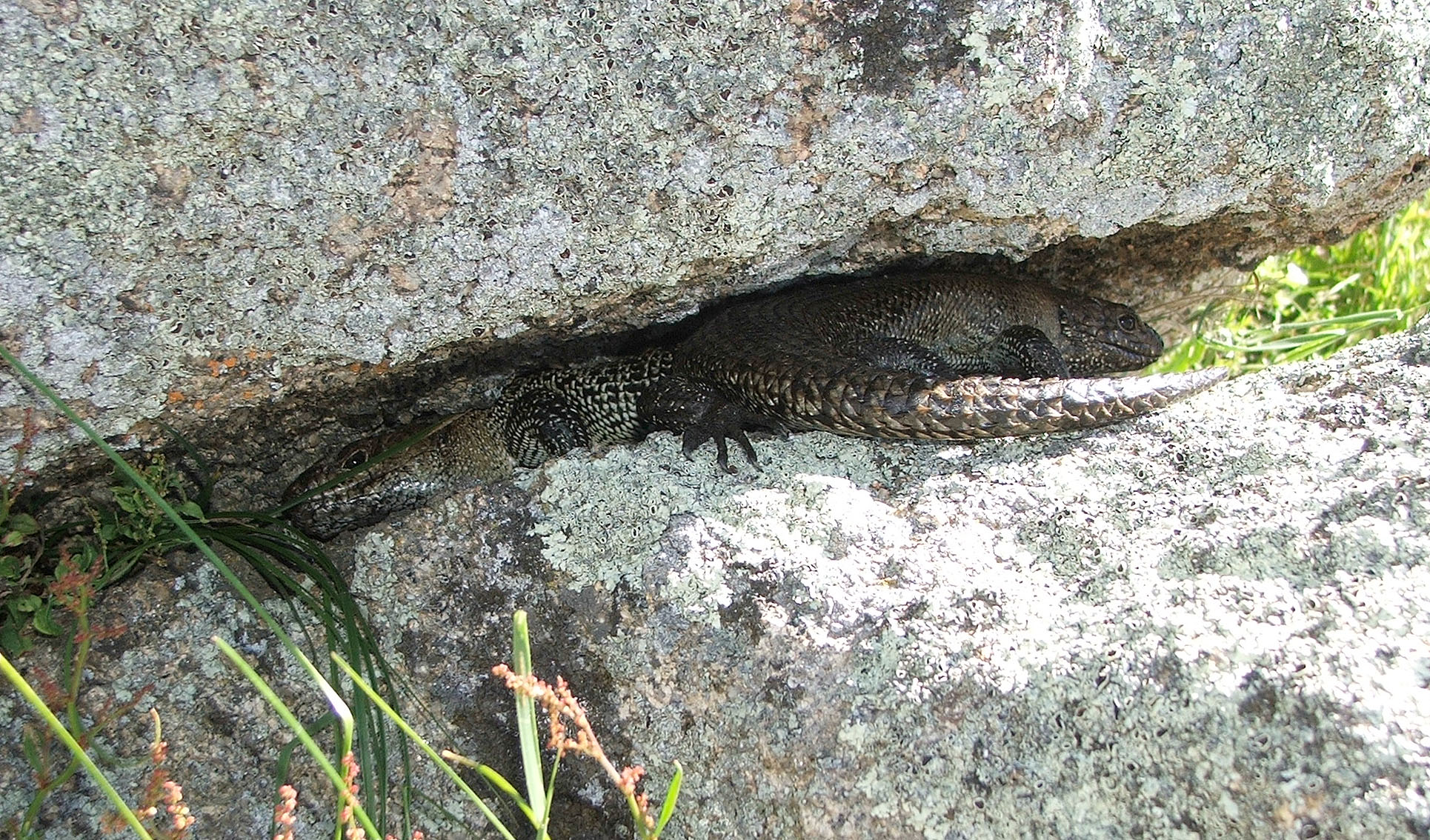
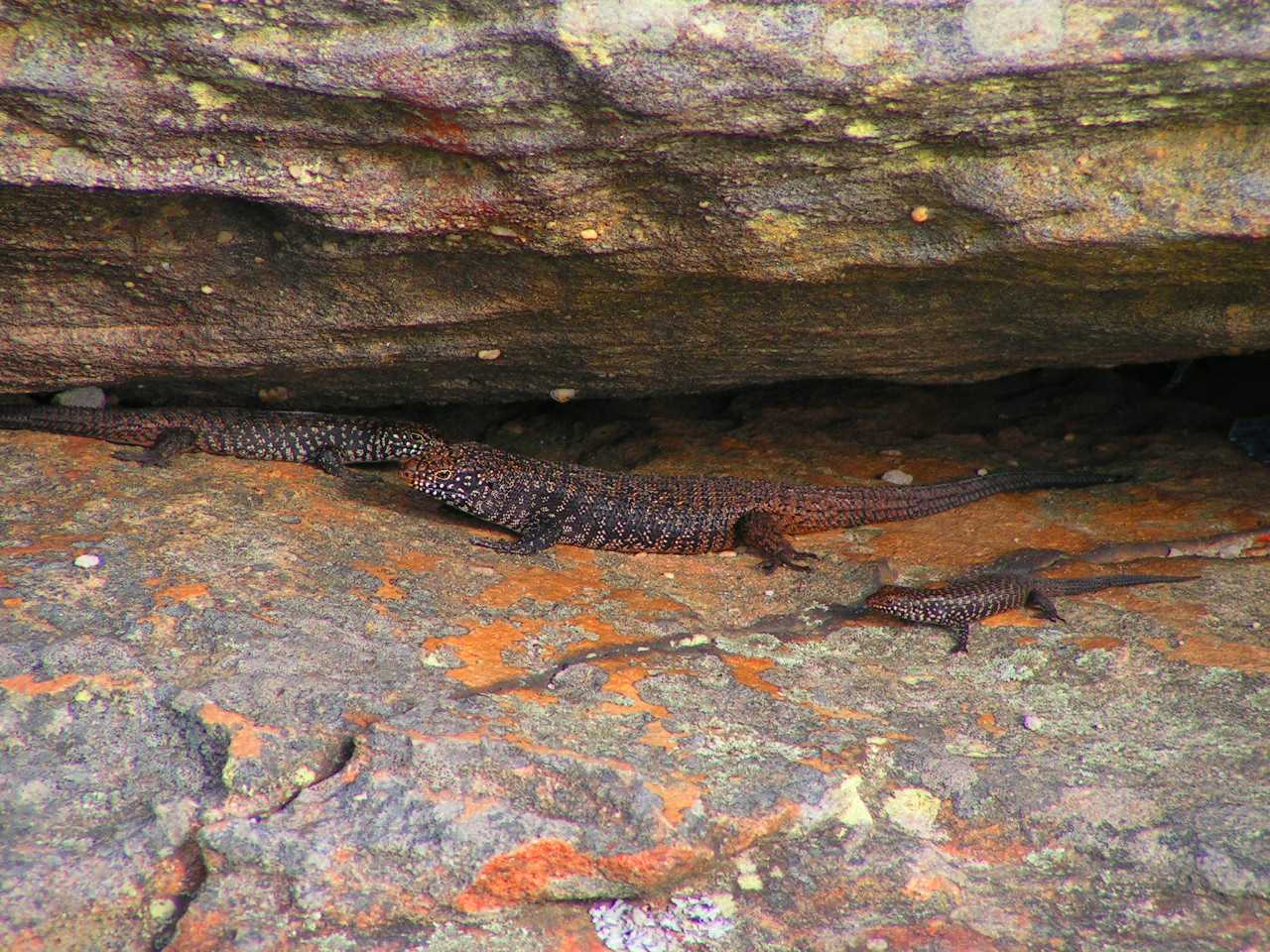